# Tattersett
Tattersett – wieś w Anglii, w hrabstwie Norfolk, w dystrykcie North Norfolk. Leży 45 km na północny zachód od Norwich i 159 km na północ od Londynu. Miejscowość liczy 902 mieszkańców.